# Hautvillers-Ouville
Hautvillers-Ouville település Franciaországban, Somme megyében. Lakosainak száma 543 fő (2022. január 1.). Hautvillers-Ouville Le Titre, Buigny-Saint-Maclou, Drucat, Lamotte-Buleux, Neuilly-l’Hôpital és Sailly-Flibeaucourt községekkel határos.

## Népesség
A település népességének változása:
| Lakosok száma | 593  | 587  | 595  | 580  | 579  | 578  | 574  | 558  | 543  |
|               | 2013 | 2015 | 2016 | 2017 | 2018 | 2019 | 2020 | 2021 | 2022 |